# Antonio Cabrera (football)
Pour les articles homonymes, voir Antonio Cabrera et Cabrera.
Antonio Cabrera (né à une date inconnue et mort à une date inconnue) fut un joueur de football paraguayen, dont le poste était celui de défenseur.

## Carrière
On sait peu de choses sur sa carrière, sauf qu'il passa un temps de sa carrière dans l'équipe de la capitale paraguayenne du Club Libertad.
En international avec l'équipe du Paraguay, il a participé à la coupe du monde 1950 au Brésil et aux Copa América 1949 et 1953.